# John Fowler
Sir John Fowler, 1:e baronet, född 15 juli 1817 i Wadsley, död 10 november 1898 i Bournemouth, var en engelsk ingenjör.
Fowler började sin bana såsom vattenbyggnadsingenjör, men ägnade sig sedan huvudsakligen åt järnvägsbyggande, fulländade den av Isambard Kingdom Brunel påbörjade linjen Stonebridge-Birmingham och blev 1844 ingenjör för järnvägsnätet Manchester-Sheffield-Lincolnshire.
Sitt största anseende vann han genom utförandet av Metropolitan Railway (nu en del av Londons tunnelbana, påbörjad 1860) och konstruktionen av lokomotiven för densamma. År 1870 var han medlem av en kommission för utlåtande om anläggning av järnvägar i Norge och senare intill 1880 chefsingenjör för de egyptiska järnvägarna. Han uppgjorde tillsammans med Benjamin Baker planen till den 1882–89 byggda Forthbron och utnämndes vid dess invigning 1890 till baronet.